# Tom Leeb
Tom Leeb (ur. 21 marca 1989 w Paryżu) – francuski aktor i piosenkarz.

## Życiorys
Jest synem aktora komediowego Michela Leeba i dziennikarki Beatrice Malicet. Ma dwie starsze siostry, Fanny (ur. 1986) i Elsę (ur. 1988).
Zadebiutował jako aktor teatralny w 2003, grając w sztuce Madame Doubtfire na deskach Théâtre de Paris. W kolejnych latach kontynuował karierę aktorską, występując w filmach i serialach telewizyjnych. Popularność przyniosła mu rola Toma w serialu Sous le soleil de Saint-Tropez (2013–2014). Wystąpił również w epizodycznych rolach w serialach Section de recherches (2014) i Nina (2018). Wraz z Kevinem Levym tworzy duet kabaretowy „Kevin & Tom”.
We wrześniu 2018 wydał debiutancką epkę, a dokładnie rok później – album studyjny pt. Recollection. Oba wydawnictwa promował singlem „Are We Too Late”, który stał się przebojem w kraju. W styczniu 2020 został ogłoszony reprezentantem Francji z utworem „Mon alliée (The Best in Me)” w 65. Konkursie Piosenki Eurowizji w Rotterdamie, jednak wydarzenie zostało odwołane z powodu pandemii COVID-19. W maju tego samego roku wystąpił w projekcie Eurovision Home Concerts.

## Filmografia

### Filmy
- 2009: One Shot, jako Joe
- 2013: Subtitles
- 2013–2014: Sous le soleil de Saint-Tropez, jako Tom
- 2014: Section de recherches, jako David Bréand
- 2014: Lato w Prowansji, jako Tiago
- 2015: This New Generation, jako Joe
- 2016: Paroles
- 2016: Lola & Eddie, jako Eddie
- 2016: Jeux de Grands, jako Flo
- 2016: Happy Anniversary
- 2017: Miłość aż po ślub, jako Gabriel
- 2017: Zawrotna prędkość, jako amerykański turysta
- 2017: Synalek, jako Romain
- 2017: Papillon. Motylek, jako adwokat Degi
- 2017: Unexpected, jako Jeremy
- 2017: Les nouvelles aventures de Cendrillon
- 2017: Momentum, jako Ron
- 2018: Edmond, jako Leo Volny
- 2020: Pourris gâtés
- 2021: 8 Rue de L'Humanité, jako Sam
- 2021 : Pierre & Jeanne jako Paul z powieści Guy de Maupassant

### Seriale
- 2013-2014: Sous le soleil de Saint-Tropez jako Tom Drancourt (sezony 1-2)
- 2014: Section de recherches jako David Bréand (sezon 8, odcinek 9 pt. Cyrano)
- 2018: Nina jako Anthony (sezon 4, odcinek 4 pt. D'abord ne pas nuire réalisé)
- 2020: Infidèle jako Gabriel (sezon 2)
- 2021: Plan B jako Manu (sezon 1)

## Dyskografia
Albumy studyjne
- Recollection (2019)
- Silver Lining (2020)

Minialbumy (EP)
- Tom Leeb – EP (2018)